# 묵 (성씨)
묵(墨)씨는 중국 및 한국의 성씨이다.

## 유래
묵씨(墨氏)는 중국 양군(梁郡:협서성 한중도 유영현)에서 계출된 성씨로서 춘추전국시대에 노(魯)나라 출신으로 사회겸애설(社會兼愛說)을 주장한 묵적(墨翟)의 후예로 전한다. 중국에서는 묵씨 성을 가진 인구가 매우 적은 희귀 성씨이다. 명나라 시대 때만 해도 극소수 인구가 존재했던 것으로 문헌에 나타나지만, 오늘날에는 중국에서 묵씨 성을 가진 사람은 찾기 힘들다.
한국의 묵씨(墨氏)는 1930년도 국세조사 당시 서울을 비롯하여 강원도 김화군과 충청북도 청주시, 전라남도 보성군 등지에 24가구가 있었고, 1985년 경제기획원 인구조사 결과에 의하면 대한민국에 총 171가구, 567명으로 집계되어, 대한민국의 성씨 인구 순위 174위를 기록하였다.

## 광녕 묵씨
광녕 묵씨(廣寧 墨氏)의 시조는 중국 양주(梁州) 출신인 묵사(墨泗)이다. 묵사(墨泗)가 명나라에서 병부상서(兵部尙書)를 지내다가 화(禍)를 입고 조선에 건너와 정착한 것이 시초가 된다. 후손들은 묵사(墨泗)를 시조로 하고 선조의 원향지인 광녕(廣寧)을 본관(本貫)으로 삼아 세계를 이어오고 있다.  광녕(廣寧)은 중국 함평로(咸平路)에 있던 옛 지명이다.
조선시대 주요 인물로는 묵사(墨泗)의 아들 묵만근(萬根)과 손자 묵몽남(夢南) 등이 있다. 묵사(墨泗)의 아들 묵만근(墨萬根)과 손자 묵몽남이 조선시대에 통정대부(通政大夫:정3품 당상관 품계)에 올랐고, 묵몽남의 아들 묵은선(墨殷先)은 부사과(副司果:종6품)를 지냈으며, 묵현리(墨賢理)는 조선시대 참판(參判:6조의 종2품차관)에 올라 가문을 빛냈다.
현대 인물로는 기업인 묵현상(墨炫相)이 있다.
대한민국 통계청의 인구조사에 의하면 1985년에는 110가구에 353명이었고, 2000년에는 총 46가구에 133명이었다.

## 요동 묵씨
요동 묵씨(遼東 墨氏)는 중국에서 귀화한 성씨로, 조선씨족통보(朝鮮氏族統譜)에는 중국 양군(梁郡:협서성 한중도)에 연원을 두고 있다. 인구조사에 의하면 1985년에는 총 52가구에 171명이었으며, 2000년에는 
12가구에 24명이었다.